# Ahmet Davutoğlu

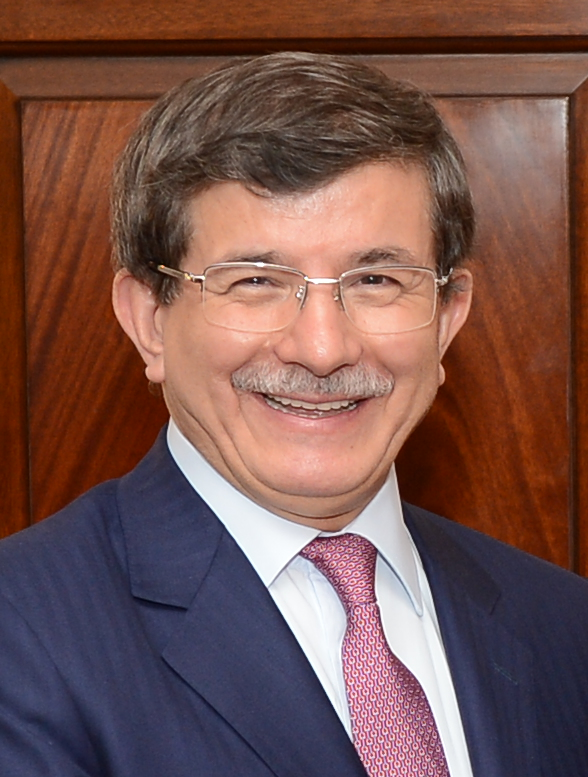
Ahmet Davutoğlu (2013)

Ahmet Davutoğlu [ahˈmet ˈdavutoːɫu] (* 26. Februar 1959 in Taşkent, Konya) ist ein türkischer Politologe und Politiker. Er ist Gründer und Vorsitzender der Gelecek Partisi.
Er war von August 2014 bis Mai 2016 Vorsitzender der Partei für Gerechtigkeit und Aufschwung (AKP) und Ministerpräsident der Türkei. Am 5. Mai 2016 erklärte Davutoğlu, dass er beim Sonderparteitag der AKP am 22. Mai nicht mehr für den Parteivorsitz der AKP kandidieren wolle, und nach der Wahl seines Nachfolgers im Parteivorsitz trat er am 22. Mai 2016 als Ministerpräsident zurück und aus der AKP aus. In den Folgejahren gründete Davutoğlu die Gelecek Partisi.

## Leben und Karriere
Ahmet Davutoğlu kam 1959 als Sohn des Ehepaares Mehmet und Memnune Davutoğlu auf die Welt. Seine Mutter starb überraschend, als er erst vier Jahre alt war; sein Vater – ein Schuhmacher – heiratete ein zweites Mal. Davutoğlu spricht neben Türkisch auch Englisch, Arabisch und Deutsch. Verheiratet ist er mit der Fachärztin für Gynäkologie und Geburtshilfe Sare Davutoğlu, mit der er vier Kinder hat.
Davutoğlu besuchte das İstanbul Lisesi sowie die Fakultät für Wirtschaft und Politikwissenschaft der Bosporus-Universität. Seine Masterarbeit schrieb Davutoğlu am Institut für Staatsverwaltung und seine Dissertation am Institut für Politikwissenschaft und Internationale Beziehungen derselben Universität. Zwischen 1990 und 1995 arbeitete er an der Marmara-Universität. 1993 wurde er Dozent und 1999 Professor. Davutoğlu war Vorstand des Institutes für Internationale Beziehungen an der Beykent-Universität.
Nach dem Wahlsieg der AKP 2002 wurde er Chefberater des Parteichefs und späteren Ministerpräsidenten Erdoğan für die Außenpolitik. Durch den Beschluss des türkischen Staatspräsidenten Ahmet Necdet Sezer und des Ministerpräsidenten Abdullah Gül vom 17. Januar 2003 wurde er zudem zum Sonderbotschafter (Ambassador-at-Large) ernannt.
Am 1. Mai 2009 gab der Ministerpräsident die Kabinettsrevision bekannt und Davutoğlu wurde in der Nachfolge von Ali Babacan Außenminister. Er gilt als stärkster Vertreter des Neoosmanismus und einer neuen multidimensionalen türkischen Außenpolitik. Sein Werk „Strategische Tiefe“ (Stratejik Derinlik) gilt als Standardwerk dieser neuen Außenpolitik.
Er wurde am 27. August 2014 zum neuen Vorsitzenden der regierenden Partei für Gerechtigkeit und Aufschwung (AKP) gewählt. Am 28. August erteilte Staatspräsident Recep Tayyip Erdoğan ihm den Auftrag zur Regierungsbildung und am 29. August trat das Kabinett Davutoğlu I an. Das Kabinett Davutoğlu II war ein „Wahlkabinett“, das vom 28. August bis zum 24. November 2015 bestand für die Vorbereitung und Durchführung der Neuwahl des Parlaments im November 2015, nachdem nach der Parlamentswahl in der Türkei Juni 2015 keine Regierung gebildet werden konnte. Bei der Neuwahl im November gewann die AKP mit Davutoğlu wieder die absolute Mehrheit und das Kabinett Davutoğlu III wurde gebildet. Ministerpräsident Davutoğlus Autorität stand allerdings in Konkurrenz zum Machtanspruch von Präsident Erdoğan, der in der Türkei ein Präsidentielles Regierungssystem einführen will, was Anfang Mai 2016 zu Spekulationen der internationalen Presse über einen Rücktritt Davutoğlus führte. Anfang Mai 2016 wurde aus dem Umfeld des Präsidenten öffentlich Kritik an der Arbeit von Ministerpräsident und Parteichef Davutoğlu geäußert. Am 5. Mai gab Davutoğlu bekannt, dass er beim Sonderparteitag der AKP am 22. Mai nicht mehr für den Parteivorsitz kandidieren werde, was aufgrund der Statuten der AKP auch seinen Rückzug vom Amt des Ministerpräsidenten bedeutete. Er begründete dies mit Differenzen im Parteivorstand, über die Hintergründe hat er sich bislang nicht geäußert. Am 22. Mai wurde Binali Yıldırım zum neuen Parteichef der AKP gewählt und Davutoğlu reichte offiziell seinen Rücktritt als Ministerpräsident ein.
Am 13. September 2019 gab Davutoğlu bekannt, dass er aus der AKP ausgetreten sei, da sich diese zu sehr von ihren ursprünglichen Werten abgewendet habe. Gleichzeitig kündigte er an, mit weiteren ehemaligen AKP-Politikern eine neue Partei gründen zu wollen. Einige Tage zuvor hatte die AKP mitgeteilt, dass gegen einige Parteimitglieder um Davutoğlu ein Disziplinarverfahren eröffnet worden sei.
Am 12. Dezember 2019 wurde die Gelecek Partisi, deren Vorsitzender Davutoğlu ist, gegründet.

## Werke
- Alternative Paradigms: The impact of Islamic and Western Weltanschauungs on political theory. University Press of America, Lanham 1993, ISBN 0-8191-9046-2.
- Civilizational transformation and the Muslim world. Mahir, Kuala Lumpur 1994, ISBN 983-70-0313-8.
- Stratejik Derinlik: Türkiye'nin Uluslararası Konumu. Küre Yayınları, Istanbul 2001, ISBN 975-6614-00-5.
- Küresel Bunalım: 11 Eylül konuşmaları. Küre Yayınları, Istanbul 2002, ISBN 975-6614-07-2.